# Harder
«Harder» es una canción grabada por el DJ británico Jax Jones con la cantante y compositora estadounidense Bebe Rexha. Se lanzó como sencillo el 12 de julio de 2019. La pista es el noveno sencillo del álbum EP debut de Jones, EP de Jones Snacks, además formó parte de su primer álbum de estudio Snacks (Supersize). El video musical de la canción se lanzó el 31 de julio de 2019. Se estrenó en las radio el día 13 de agosto de 2019.

## Antecedentes y lanzamiento
Jones compartió un fragmento de la canción el 9 de julio preguntando a sus fanáticos quién creían que estaba cantando. Reveló la colaboración en otra publicación al día siguiente. Jason Lipshutz,de Billboard, calificó la canción como una pista con sonidos "dance pop pop" con "zumbidos" que "continúa Rexha por un camino prometedor".
Se lanzó como sencillo el 12 de julio de 2019. La pista fue escrita por Timucin Aluo, Camille Purcell, Steve McCutcheon y Bebe Rexha, mientras que la producción fue llevada a cabo por Jax Jones y Steve Mac.

## Vídeo musical
El vídeo musical de «Harder» se estrenó el 31 de julio de 2019.

## Lista de ediciones
Descarga digital
| N.º | Título                  | Duración |  |
| 1.  | «Harder» (Radio single) | 2:39     |  |

 Descarga digital (KC Lights Remix)
| N.º | Título                         | Duración |  |
| 1.  | «Harder» (KC Lights 6AM Remix) | 3:24     |  |
| 2.  | «Harder» ((KC Lights Remix))   | 3:54     |  |

## Posicionamiento en listas
| Listas (2019)                               | Mejor posición |
| ------------------------------------------- | -------------- |
| Bélgica (Ultratop) Flanders                 | 39             |
| Bélgica (Ultratop) Wallonia                 | 10             |
| China (Airplay/FL)                          | 15             |
| Croacia (HRT)                               | 16             |
| Escocia (Official Charts Company)           | 12             |
| Eslovaquia (Radio Top 100)                  | 47             |
| Estados Unidos (Hot Dance/Electronic Songs) | 28             |
| Irlanda (IRMA)                              | 24             |
| Nueva Zelanda Hot Singles (RMNZ)            | 31             |
| Polonia (Polish Airplay Top 100)            | 2              |
| Reino Unido (UK Singles Chart)              | 23             |
| Suecia (Sverigetopplistan)                  | 64             |

## Certificaciones
| País (organismo certificador) | Certificación | Unidades certificadas |
| ----------------------------- | ------------- | --------------------- |
| Australia (ARIA)              | Oro           | 35 000                |
| Polonia (ZPAV)                | Platino       | 50 000                |
| Reino Unido (BPI)             | Oro           | 400 000               |

## Historial de lanzamiento
| País           | Fecha                | Formato                      | Versión  | Discográfica       | Ref   |
| -------------- | -------------------- | ---------------------------- | -------- | ------------------ | ----- |
| Varios         | 12 de julio de 2019  | Descarga digital y Streaming | Original | Polydor Records    | [ 3 ] |
| Varios         | 31 de julio de 2019  | Descarga digital y Streaming | Remix    | Polydor Records    |       |
| Estados Unidos | 13 de agosto de 2019 | Top 40 radio                 | Original | Interscope Records | [ 6 ] |